# Dolný Chotár
Dolný Chotár (ungarisch Alsóhatár) ist eine Gemeinde im Westen der Slowakei mit 344 Einwohnern (Stand 31. Dezember 2024), die zum Okres Galanta, einem Teil des Trnavský kraj gehört.

## Geographie
Die Gemeinde befindet sich im slowakischen Donautiefland am Fluss Stará Čierna voda; das Gemeindegebiet umfasst die letzten Kilometer des Flussverlaufs vor der Mündung in die Kleine Donau. Der Ort hat nahe den Flüssen Au-, ansonsten Schwarzböden. Das Ortszentrum liegt auf einer Höhe von 110 m n.m. und ist 25 Kilometer von Galanta entfernt.
Nachbargemeinden sind Kráľov Brod im Norden, Vlčany und kurz Neded im Osten, Kolárovo im Südosten, Topoľníky im Südwesten und Trstice im Westen.

## Geschichte
Die Gemeinde Dolný Chotár ist relativ neu, da sie erst 1960 durch Abspaltung von Dolné Saliby entstand und ist historisch mit diesem Ort verwandt. Der Name (wörtlich „Untere Grenze“) nimmt Bezug auf die vorherige Lage (15 Kilometer Entfernung vom Hauptort). 1984 wurde der Ort der Gemeinde Kráľov Brod eingegliedert, ist aber seit 1991 wieder selbständig.

## Bevölkerung
| Jahr                | 1994 | 2004    | 2014      | 2024     |
| ------------------- | ---- | ------- | --------- | -------- |
| Anzahl der Personen | 221  | 205     | 432       | 344      |
| Unterschied         |      | −7,23 % | +110,73 % | −20,37 % |

| Jahr                | 2023 | 2024    |
| ------------------- | ---- | ------- |
| Anzahl der Personen | 341  | 344     |
| Unterschied         |      | +0,87 % |

Gemäß der Volkszählung 2011 wohnten in Dolný Chotár 403 Einwohner, davon 185 Magyaren und 137 Slowaken. 81 Einwohner machten keine Angabe. 167 Einwohner bekannten sich zur römisch-katholischen Kirche, 54 Einwohner zur evangelischen Kirche A. B., fünf Einwohner zur griechisch-katholischen Kirche, zwei Einwohner zur reformierten Kirche und jeweils ein Einwohner zu den Baptisten, zur evangelisch-methodistischen Kirche sowie zur tschechoslowakischen hussitischen Kirche; ein Einwohner bekannten sich zu einer anderen Konfession. 73 Einwohner waren konfessionslos und bei 98 Einwohnern ist die Konfession nicht ermittelt.